# Kinsarvik
Kinsarvik ist eine Ortschaft in der norwegischen Kommune Ullensvang in der Provinz (Fylke) Vestland. Der Ort hat 598 Einwohner (Stand: 1. Januar 2024).

## Geografie
Kinsarvik ist ein sogenannter Tettsted, also eine Ansiedlung, die für statistische Zwecke als eine städtische Siedlung gewertet wird. Das Dorf liegt am inneren Ende der Kinsarvikbukti. Die Bucht liegt an der Ostseite des Sørfjords, der wiederum ein südlicher Seitenarm des Hardangerfjords ist. In Kinsarvik mündet der Kinso in die Bucht. Der Fluss fließt durch das Husedalen, das sich in die Hardangervidda hinein erstreckt, aus dem Südosten auf den Ort zu.

## Geschichte
Die Kinsarvik kyrkje wurde in der zweiten Hälfte des 12. Jahrhunderts errichtet. Die Kirche wurde in den 1960er-Jahren restauriert.
Als in Norwegen im Jahr 1837 die kommunale Selbstverwaltung eingeführt worden ist, wurde Kinsarvik eine eigenständige Kommune. Im Jahr 1870 wurde die Kommune in Ullensvang umbenannt. Die Kommune wurde 1913 in Ullenvang, Kinsarvik und Odda aufgeteilt, so dass es erneut eine Kommune namens Kinsarvik gab. Diese hatte zunächst 1736 Einwohner. Zu Beginn des Jahres 1964 wurden die drei Kommunen wieder fusioniert. Bis Ende 2019 war der Ort Kinsarvik das Verwaltungszentrum der Kommune Ullensvang.

## Wirtschaft und Infrastruktur
Durch den Ort führt der Riksvei 13. Des Weiteren legen in Kinsarvik Fähren ab. Für die lokale Wirtschaft ist der Tourismus von größerer Bedeutung. Es befinden sich mehrere Hotels und Camping-Plätze in Kinsarvik.

## Persönlichkeiten
- Frits von der Lippe (1901–1988), Journalist, Theaterkritiker und Theaterleiter